# Al-Muzaffar Hajji
Al-Muzaffar Hajji, död 1346, var en egyptisk monark. Han var regerande sultan i Mamluksultanatet Egypten mellan 1346 och 1347.